# Рэйберт, Марк
Марк Рэйберт (англ. Marc Raibert, род. 22 декабря 1949 года) — специалист по робототехнике, один из основателей и президент компании Boston Dynamics.

## Биография
Марк Рэйберт получил степень бакалавра в электротехнике в 1973 году в Северо-Восточном университете. Докторскую диссертацию защитил в MIT в 1977 году. С 1977 по 1980 год работал над роботами в Лаборатории реактивного движения и Калифорнийском технологическом институте.
В 1980 году стал профессором в Университете Карнеги — Меллон, где создал CMU Leg Lab, затем в 1986 году перешёл на работу в Массачусетский технологический институт (MIT), где продолжал возглавлять лабораторию до 1995 года.
В 1986 году Рэйберт разработал прыгающего робота, способного самостоятельно сохранять равновесие, что стало прорывом в робототехнике.
В 1992 году Рэйберт основал компанию Boston Dynamics, выделившуюся из MIT, продукцию которой составили роботы различного назначения, включая боевое.